# Le Mont-sur-Lausanne
Le Mont-sur-Lausanne is een gemeente en plaats in het Zwitserse kanton Vaud, en maakt deel uit van het district Lausanne.
Le Mont-sur-Lausanne telt 5236 inwoners.